# Cyphalonotus larvatus
Cyphalonotus larvatus är en spindelart som först beskrevs av Simon 1881.  Cyphalonotus larvatus ingår i släktet Cyphalonotus och familjen hjulspindlar. Inga underarter finns listade i Catalogue of Life.